# Rejon koriukowski (1923–2020)
Rejon koriukowski – jednostka administracyjna wchodząca w skład obwodu czernihowskiego Ukrainy.
Rejon utworzony w 1923, ma powierzchnię 1424 km² i liczy około 34 tysięcy mieszkańców. Siedzibą władz rejonu jest Koriukówka.
Na terenie rejonu znajdują się 1 miejska rada, 1 osiedlowa rada i 20 silskich rad, obejmujących w sumie 74 wsie i 3 osady.